# 馬克·阿倫森紀念講座
馬克·阿倫森紀念講座（英語：Marc Aaronson Memorial Lectureship）是天文學家馬克·阿倫森去世後，他的家人、朋友和同事為了紀念他而成立的私人講座，目的是為了提升天文研究和對傑出天文研究的認可。該講座的舉辦和獎金的頒發是由亞利桑那大學和斯图尔德天文台每18個月舉辦一次，授予傑出的一位天文學家或研究團隊以表彰他們的對天文研究的熱情和致力於卓越的天文研究。並且他們在觀測天文學的貢獻讓人們更加深入了解這個宇宙。每個在世的科學家都有機會獲得，並且沒有種族、性別、國籍限制。

## 馬克·阿倫森其人
馬克·阿倫森於1977年在哈佛大學獲得博士學位以後進入斯图尔德天文台任職。他的研究主要是在觀測宇宙論的多個重要問題：宇宙距離尺度、宇宙中不可見的質量分布、宇宙距離尺度、宇宙年齡。阿倫森對於大麥哲倫星系內恆星分布的研究有重要貢獻。他曾經獲得喬治·范·比斯布羅克獎、巴特·包克獎和牛頓·雷斯·皮爾斯獎。
阿倫森於1987年在進行天文觀測時因為意外事故身亡，年僅36歲。阿倫森對天文的熱愛和持續的奉獻讓他的同事、學生和親友得到靈感而成立該講座。

## 獲獎天文學家
| 獲獎年分 | 得主 | 得主                | 獲獎原因                                                                                                   |
| -------- | ---- | ------------------- | --- |
| 1989     |      | 罗伯特·科什纳       | 超新星、超新星遺跡和星系大尺度分布。                                                                       |
| 1990     |      | 肯·弗里曼           | |
| 1992     |      | 約翰·修茲勞         | 發現星系分布大尺度結構的巡天觀測。                                                                         |
| 1993     |      | 尼克·斯科维尔       | |
| 1994     |      | 温迪·弗里德曼       | 對銀河系外星系距離尺度和星系恆星分布的在基礎上的10年貢獻。                                                 |
| 1996     |      | J·安东尼·泰森       | 在過去20年間認識到新的天文觀測技術，並利用新技術在觀測宇宙學上持續精進，得到重要與開創性發現。             |
| 1998     |      | 约翰·马瑟           | 以宇宙背景探測者衛星資料進行研究，以及開創性觀測宇宙學的概念、任務設計與執行。                             |
| 1999     |      | 玻丹·帕琴斯基       | 伽瑪射線暴理論和重力微透鏡相關研究。                                                                       |
| 2001     |      | 埃温·范迪斯胡克     | 恆星形成區域化學演化問題的全面性研究。                                                                     |
| 2002     |      | 傑佛瑞·馬西         | 低質量恆星研究的先驅，以及發現超過50顆太陽系外行星。                                                       |
| 2004     |      | 莱曼·佩吉           | 對於宇宙背景輻射溫度各異向性長達十年的研究和發現。                                                         |
| 2005     |      | 布莱恩·施密特       | 觀測Ia超新星發現宇宙膨脹加速中。                                                                           |
| 2007     |      | 安德烈娅·M·吉兹     | 使用散斑成像法、自适应光学和紅外線影像對銀河系中心的超大質量黑洞進行研究，以及恆星形成和主序前星體的演化。 |
| 2008     |      | 米高·E·布朗         | 太陽系外相當於冥王星的天體發現與確認的傑出研究和持續貢獻。                                                 |
| 2010     |      | J·戴維·柯克帕特里克 | 對於發現和確認最低質量恆星和棕矮星的傑出研究和持續貢獻。                                                   |
| 2012     |      | 彼得·范·多克姆      | 對於最巨大星系在宇宙時間尺度上演化的貢獻。                                                                 |
| 2014     |      | 愛麗絲·沙普利       | 對於星系在早期宇宙中如何形成的貢獻。                                                                       |